# Cầu thủ xuất sắc nhất tháng J. League
Coca-Cola Cầu thủ xuất sắc nhất tháng J-League là một giải thưởng được tài trợ bởi Coca-Cola (đối tác từ 2009) và thông qua bởi J-League để vinh danh cầu thủ chơi hay nhất tại J. League và J. League 2.
Giải thưởng này, hiện tại, J3 League không được tính. Trước mỗi trận đấu đầu tiên của hai hạng, sẽ có một cầu thủ xuất sắc nhất, mỗi hạng một cầu thủ một tháng. Truyền thống này bắt đầu từ năm 2013: trang chủ J-League sẽ thông báo cầu thủ giành giải trong tuần đầu tiên của tháng.

## Cầu thủ đoạt giải
| Năm  | Tháng                         | J. League            | J. League           | J. League 2          | J. League 2       |
| Năm  | Tháng                         | Cầu thủ              | Câu lạc bộ          | Cầu thủ              | Câu lạc bộ        |
| ---- | ----------------------------- | -------------------- | ------------------- | -------------------- | ----------------- |
| 2013 | Tháng Ba                      | Shunsuke Nakamura    | Yokohama F. Marinos | Popò                 | Vissel Kobe       |
| 2013 | Tháng Tư                      | Zlatan Ljubijankič   | Omiya Ardija        | Leandro              | Gamba Osaka       |
| 2013 | Tháng Năm                     | Yoichiro Kakitani    | Cerezo Osaka        | Oh Seung-hoon        | Kyoto Sanga       |
| 2013 | Tháng Sáu                     | không trao           | không trao          | Ryohei Hayashi       | Montedio Yamagata |
| 2013 | Tháng Bảy                     | Shusaku Nishikawa    | Sanfrecce Hiroshima | Koji Yamase          | Kyoto Sanga       |
| 2013 | Tháng Tám                     | Yuya Osako           | Kashima Antlers     | Takashi Usami        | Gamba Osaka       |
| 2013 | Tháng Chín                    | Aria Jasuru Hasegawa | FC Tokyo            | Keijiro Ogawa        | Vissel Kobe       |
| 2013 | Tháng Mười                    | Tetsuya Enomoto      | Yokohama F. Marinos | Kempes               | JEF United Chiba  |
| 2013 | Tháng Mười một Tháng Mười hai | Yoshito Okubo        | Kawasaki Frontale   | Takashi Usami        | Gamba Osaka       |
| 2014 | Tháng Ba                      | Tsukasa Shiotani     | Sanfrecce Hiroshima | Ryota Nagaki         | Shonan Bellmare   |
| 2014 | Tháng Tư                      | Léo Silva            | Albirex Niigata     | Wataru Endo          | Shonan Bellmare   |
| 2014 | Tháng Năm                     | Shingo Akamine       | Vegalta Sendai      | Takayuki Funayama    | Matsumoto Yamaga  |
| 2014 | Tháng Sáu                     | không trao           | không trao          | Takeshi Kanamori     | Avispa Fukuoka    |
| 2014 | Tháng Bảy                     | Shusaku Nishikawa    | Urawa Reds          | Kota Ueda            | Fagiano Okayama   |
| 2014 | Tháng Tám                     | Gaku Shibasaki       | Kashima Antlers     | Toshihiro Matsushita | Yokohama FC       |
| 2014 | Tháng Chín                    | Takashi Usami        | Gamba Osaka         | Masashi Oguro        | Kyoto Sanga       |
| 2014 | Tháng Mười                    | Naoki Ishihara       | Sanfrecce Hiroshima | Takayuki Morimoto    | JEF United Chiba  |
| 2014 | Tháng Mười một Tháng Mười hai | Masaaki Higashiguchi | Gamba Osaka         | Norihiro Yamagishi   | Montedio Yamagata |
| 2015 | Tháng Ba                      | Yoshinori Muto       | FC Tokyo            | Paulinho             | JEF United Chiba  |
| 2015 | Tháng Tư                      | Takashi Usami        | Gamba Osaka         | Shohei Kiyohara      | Zweigen Kanazawa  |
| 2015 | Tháng Năm                     | Takahiro Sekine      | Urawa Reds          | Ken Tokura           | Consadole Sapporo |
| 2015 | Tháng Sáu                     |                      |                     |                      |                   |
| 2015 | Tháng Bảy                     |                      |                     |                      |                   |
| 2015 | Tháng Tám                     |                      |                     |                      |                   |
| 2015 | Tháng Chín                    |                      |                     |                      |                   |
| 2015 | Tháng Mười                    |                      |                     |                      |                   |
| 2015 | Tháng Mười một Tháng Mười hai |                      |                     |                      |                   |